# 4059 Balder
4059 Balder (1987 SB5) là một tiểu hành tinh vành đai chính được phát hiện ngày 29 tháng 9 năm 1987 bởi Jensen, P. ở Brorfelde.